# Томас Равеллі
Томас Равеллі (швед. Thomas Ravelli) (нар. 13 серпня 1959, Віммербю, Швеція) — колишній шведський футболіст (воротар), який утримує рекорд збірної за кількістю зіграних за неї матчів (143).

## Кар'єра гравця
Равеллі народився в Векше в південній Швеції в родині іммігрантів. Його батько Петер Равеллі — лікар з південного (італійського) Тіролю, його мати Грета родом з Мільштадту, що в австрійській Каринтії. У Томаса Равеллі є брат-близнюк Андреас, також успішний футболіст (захисник), але не такий знаменитий, як Томас; якийсь час вони разом грали у складі «Естерс». Равеллі одружений і має трьох дітей.
Кар’єру клубного гравця Равеллі почав в клубі «Естерс», потім перейшов до «Гетеборгу», за який виступав протягом багатьох років; на закінченні футбольної кар’єри він деякий час грав за американський клуб «Тампа-Бей Мьютіні». Равеллі — восьмиразовий чемпіон Швеції: двічі у складі «Естерс» (в 1980 і 1981 роках) і шість разів у «Гетеборгу» (в 1990, 1991, 1993, 1994, 1995 і 1996 роках). Володар шведського «Золотого м’яча» 1981 року — нагороди, яка щорічно присуджується найкращому шведському футболісту року.
За збірну Швеції Равеллі грав з 1981 по 1997 роки, взявши участь в 143 офіційних матчах. Равеллі брав участь в Чемпіонатах світу 1990 і 1994 років і в Чемпіонаті Європи 1992 року. На чемпіонаті світу 1994 року він став героєм чвертьфінального матчу проти збірної Румунії, коли під час серії післяматчевих пенальті він зумів парирувати останній м’яч, пробитий Міодрагом Белодедичем і приніс команді перемогу; ця подія принесла йому велику популярність на батьківщині.
Равеллі відрізнявся запальним характером як на полі, так і за його межами, через що з ним кілька разів траплялися неприємні інциденти, які набули широкого резонансу в пресі. Наприклад, він піддавався жорстокій критиці за свої образливі расистські висловлення на адресу чорношкірого нападника клубу АІКа Паскаля Сімпсона під час матчу чемпіонату Швеції.

## Досягнення
- Бронзовий призер Чемпіонату Європи 1992
- Бронзовий призер чемпіонату світу: 1994
- Чемпіон Швеції (8 разів): 1980, 1981, 1990, 1991, 1992, 1994, 1995, 1996
- Володар Кубка Швеції: 1991[1]
- Найкращий шведський футболіст року: 1981